# Leiochone tricirrata
Leiochone tricirrata är en ringmaskart som beskrevs av Bellan och Reys 1967. Leiochone tricirrata ingår i släktet Leiochone och familjen Maldanidae. Inga underarter finns listade i Catalogue of Life.